# Delureni (okręg Mehedinți)
Delureni – wieś w Rumunii, w okręgu Mehedinți, w gminie Ponoarele. W 2011 roku liczyła 78 mieszkańców.